# Místní akční skupina Český les
Místní akční skupina Český les je občanské sdružení v okresu Domažlice a okresu Tachov, jeho sídlem je Bor a jeho cílem je sdružování obcí za účelem zapojení do programu LEADER. Sdružuje celkem 73 obcí a byl založen v roce 2004.

## Obce sdružené v mikroregionu
- Bělá nad Radbuzou
- Bor
- Brod nad Tichou
- Broumov
- Ctiboř
- Česká Kubice
- Díly
- Halže
- Hora Svatého Václava
- Hostouň
- Hošťka
- Chodov
- Chodský Újezd
- Klenčí pod Čerchovem
- Kočov
- Luženičky
- Mezholezy (dříve okres Horšovský Týn)
- Mířkov
- Mnichov
- Mutěnín
- Nemanice
- Nový Kramolín
- Obora
- Otov
- Pařezov
- Pec
- Poběžovice
- Postřekov
- Prostiboř
- Přimda
- Rozvadov
- Rybník
- Staré Sedliště
- Staré Sedlo
- Stráž
- Studánka
- Tisová
- Trhanov
- Třemešné
- Újezd
- Vidice
- Vlkanov
- Ždánov
- Babylon
- Blížejov
- Čermná
- Domažlice
- Drahotín
- Draženov
- Hlohovčice
- Holýšov
- Horšovský Týn
- Hvožďany
- Chrastavice
- Kanice
- Křenovy
- Meclov
- Milavče
- Močerady
- Nevolice
- Osvračín
- Poděvousy
- Puclice
- Srbice
- Srby
- Staňkov
- Stráž
- Velký Malahov
- Pasečnice
- Pelechy
- Semněvice
- Tlumačov
- Zadní Chodov